# 리책
리책(李策, 1972년~)은 대한민국의 작가이다.
재일 한국인으로, 조선대학교 졸업 후 재일본조선인총련합회에서 잠시 활동했었다.

## 저서
- 『격진! 조선총련의 내막―「9·17 납치자백」으로 바뀐 것인가」(쇼가쿠칸 문고 , 2003년)
- “이타바시 자산가 살인 사건의 진상 “일중 혼성 강도 그룹”의 고백”( 다카라지마사 , 2012년)
- 「재일」의 정체―일본의 중추를 석권하는 「피와 뼈」의 이면사」(밀리언 출판 , 2014년)

## 공저
- (나쓰하라 다케, 에켄, 히나코 아쓰시, 스즈키 도모히코) 『언더그라운드 비즈니스 최전선』요즈미사 , 2005년. ISBN  4896919637 .
- (아오키 에이이치, 최영은, 호시노 요헤이 , 스즈키 쿠마 , 노무라 기수) 『도설 안쪽에서 본 조선총련―재일조선인 저널리스트가 썼다』이스트 프레스 , 2006년. ISBN 4872576225 .
- (노무라 기모리, 미야지마 리, 오토치 에이, 아사카와 아키히로, 기타) “별책 보물섬 혐한류의 진실! 더 재일특권』다카라지마사 , 2006년. ISBN 4796653295 .
- (노무라 기모리, 오토치 에이, 아사카와 아키히로, 미야지마 리) 『더・재일 특권』다카라지마사 , 2007년. ISBN 479665920X .
- (우카이 가쓰로, 오다 쥰타로, 죠 마츠 유명) 「프로 야구 우라 인맥 대전」다카라지마사 , 2012년. ISBN 4800205239 .
- (고영기) '김정은의 북한 격변하는 인민 라이프와 권력의 내막' 별책 보물섬 논픽션, 2013년. ISBN 4800208637 .
- (모리공, 조우치 야스노부, 노무라 기수) 「전후 일본의 어둠을 움직인 「재일인맥」」다카라지마사 , 2013년. ISBN 4800225574 .
- (노무라 기수, 고영기, 나쓰하라 다케) '현대 일본의 어둠을 움직이는 '재일 인맥 다카라지마사 , 2014년. ISBN 4800218217 .
- (河鐘基) 『재일 코리안 백서 2014』Pitch Communications, 2014년.
- (나쓰하라 다케 , 스즈키 도모히코 , 스즈키 미쓰지) 「연예계와 폭력단-일본의 엔터테인먼트 최대의 금기」밀리언 출판 , 2015년. ISBN 4813071996 .
- (이광지, 세키네 허수, 승산교이치, 고영기) 조선'의 정체' 대양도서 , 2015년. ISBN 4813072356 .
- (사이토 충공, 야기자와 다카아키, 스즈키 미ㄴ쓰지) 『아베 신조와 키시노스케의 ‘일미 안보’ ‘전쟁’에 사로잡힌 숙명의 일족’ 후타바사, 2015 년 . ISBN 457530963X .